# Catocala nymphagoga
Catocala nymphagoga — вид метеликів з родини еребід (Erebidae).

## Поширення
Поширений в Південній Європі, Північній Африці та Малій Азії. Влітку бродяжні метелики трапляються північніше основного ареалу, включаючи й в Україні. Вид населяє переважно чагарникові ліси, діброви, гаї та інші світлі, теплі та сухі дубові ліси.

## Опис
Розмах крил молі становить від 28 до 44 мм. Верхня поверхня переднього крила має різні відтінки коричневого кольору. Зовнішня поперечна смуга вузька, чорно-бура і сильно зазубрена, внутрішня широка і майже пряма. Верхня сторона заднього крила жовтого кольору, має широку, чорно-коричневу зовнішню смугу та вужчу, злегка зігнуту середню смугу такого ж кольору. Середня смуга сильно зігнута на кінці. Біля вершини можна побачити невелике жовте поле. Іноді з'являються екземпляри з майже чорними задніми або кремово-білими передніми крилами. Грудна клітка і черевце буруваті.

## Спосіб життя
Метелики літають з червня по серпень залежно від місця розташування. Личинки живляться листям дуба. Зимує на стадії яйця.